# Aeroportul Hohenems-Dornbirn
Aeroportul Hohenems-Dornbirn (IATA: HOH, ICAO: LOIH) este un aeroport din Hohenems⁠(d), Bezirk Dornbirn⁠(d), Vorarlberg, Austria ce deservește zona Dornbirn. A fost numit după zona deservită.
Situat la o altitudine de 412 m, aeroportul dispune de 1 pistă.

## Infrastructură

### Piste
Aeroportul dispune de o singură pistă. Pista 05/23 are suprafața de asfalt și dimensiunile 630 m × 18 m. 